# Cantone di Dieue-sur-Meuse
Il Cantone di Dieue-sur-Meuse è una divisione amministrativa dell'Arrondissement di Commercy, dell'Arrondissement di Verdun e dell'Arrondissement di Bar-le-Duc.
È stato costituito a seguito della riforma approvata con decreto del 17 febbraio 2014, che ha avuto attuazione dopo le elezioni dipartimentali del 2015.

## Composizione
Comprende i seguenti 62 comuni:
- Ambly-sur-Meuse
- Ancemont
- Autrécourt-sur-Aire
- Bannoncourt
- Baudrémont
- Beaulieu-en-Argonne
- Beausite
- Belrain
- Bouquemont
- Brizeaux
- Courcelles-en-Barrois
- Courouvre
- Dieue-sur-Meuse
- Dompcevrin
- Èvres
- Foucaucourt-sur-Thabas
- Fresnes-au-Mont
- Génicourt-sur-Meuse
- Gimécourt
- Heippes
- Ippécourt
- Julvécourt
- Kœur-la-Grande
- Kœur-la-Petite
- Lahaymeix
- Landrecourt-Lempire
- Lavallée
- Lavoye
- Lemmes
- Levoncourt
- Lignières-sur-Aire
- Longchamps-sur-Aire
- Ménil-aux-Bois
- Les Monthairons
- Neuville-en-Verdunois
- Nicey-sur-Aire
- Nixéville-Blercourt
- Nubécourt
- Osches
- Pierrefitte-sur-Aire
- Pretz-en-Argonne
- Rambluzin-et-Benoite-Vaux
- Récourt-le-Creux
- Rupt-devant-Saint-Mihiel
- Rupt-en-Woëvre
- Saint-André-en-Barrois
- Sampigny
- Senoncourt-les-Maujouy
- Seuil-d'Argonne
- Sommedieue
- Les Souhesmes-Rampont
- Souilly
- Thillombois
- Tilly-sur-Meuse
- Les Trois-Domaines
- Vadelaincourt
- Ville-devant-Belrain
- Villers-sur-Meuse
- Ville-sur-Cousances
- Villotte-sur-Aire
- Waly
- Woimbey